# Quim Machado
Joaquim Machado Gonçalves, plus connu sous le nom de Quim Machado,  né le 10 octobre 1966 à Santo Tirso, est un footballeur portugais évoluant au poste de défenseur, reconverti entraîneur.

## Carrière de joueur

### Les débuts
On en connait peu sur le début de la formation de Quim Machado, cependant il représente les dragons durant au sein de ses jeunes années. Il représente le FC Porto durant la saison 1982-1983 avec la section des -17 ans.

### Tirsense
Quim Machado rentre dans le monde du football avec les séniors au FC Tirsense, club de sa ville natale durant la saison 1987-1988 en disputant la deuxième division. Durant sa deuxième année Quim fait une saison pleine et inscrit vingt cinq rencontres de championnat à son compteur avec son club. Quim fait forte impression, défenseur indiscutable malgré son jeune âge, il arrive avec coéquipiers à finir premier de deuxième division dans la zone nord, mais il ne parvient pas à gagner le championnat dans les play-off pour définir le champion de deuxième division. Malgré tout, il accède à la première division la saison suivante. Le FC Tirsense retrouve donc la première division dix-sept ans après l'avoir quittée. Cependant avec ses deux années ailleurs, il ne renouvèle pas et va rejoindre le Sporting Braga la saison suivante.

### Sporting Braga
Sa bonne saison effectuée au FC Tirsense, il effectue cette fois-ci sa troisième saison chez les séniors avec le Sporting Braga. Quim découvre ainsi la première division, et devient même un indiscutable titulaire aux plans de Vítor Manuel, ou il joue l'intégralité des matches de Braga en compagnie de Vítor Duarte. Il débute en première division face au Estrela da Amadora le 19 août 1989. Pour sa deuxième saison passée au club il joue vingt quatre rencontres en première division. Quim Machado s'engage alors chez le grand rival du Minho, le Vitória Guimarães, après cinquante-huit matchs joués avec le Sporting de Braga.

### Vitória Guimarães
Il joue peu lors de cette saison, mais il inscrit son premier but en première division, ce qu'il n'a pas fait avec le Sporting de Braga. C'est le 9 mai 1992 qu'il inscrit son premier but en première division, face au Desportivo Chaves (4-0). Tout au long de la saison Quim Machado joue quinze rencontres pour un but avec le club de Guimarães qui termine cinquième du championnat.
La deuxième saison de Quim avec le Vitória lui permet de découvrir la C3 face aux Espagnols de la Real Sociedad, le 15 septembre 1992, ou il rentre en fin de match pour assurer le résultat. Pour sa deuxième saison au club, il joue pratiquement l'intégralité des rencontres au total de trente-et-une rencontres pour un but de championnat et les quatre matches européens avec le Vitória.
Après un début de troisième saison où il a peu joué, dans les ultimes heures du mercato il s'engage avec le Estrela da Amadora après quarante-six rencontres pour deux buts sous les couleurs du Vitória de Guimarães.

### Estrela Amadora
C'est lors du mercato hivernal, que l'entraîneur João Alves recrute le défenseur droit Quim Machado en provenance du Vitória de Guimarães. Quim ne joue pas énormément et se fait concurrencer le plus souvent à son poste par José Carlos, mais enfile tout de même quatorze rencontres pour zéro but durant sa première saison de championnat avec l'Estrela. La saison qui vient, Quim joue un peu plus souvent mais il est une nouvelle fois concurrencé cette fois par Rui Neves. En tout dans sa deuxième saison il y joue dix-huit rencontres de championnat. Au total il effectue trente-deux rencontres passées sous les couleurs de l'Estrela da Amadora.

### Chaves
Après Amadora, il rejoint un autre club de première division cette fois-ci plus au nord, vers le Desportivo Chaves. À Chaves, il retrouve les joies de la titularisation mais cette fois-ci il joue pratiquement tous les matches de la saison, sans le moindre but.
Pour sa deuxième saison, il termine dixième du championnat et réalise vingt-deux rencontres de championnat cette-fois. Toutefois Quim, ne reste pas une saison de plus et part rejoindre un autre club de première division la saison suivante. Il aura joué au total de ses deux années passées au club cinquante-six rencontres en faveur du Desportivo Chaves.

### Varzim
Quim Machado dépose ses valises au Varzim SC. Il signe pour une saison en faveur du promu, pour jouer le maintien. Quim joue toute la saison, au total de trente-et-une rencontre de championnat. Cependant, il ne peut éviter lui et ses coéquipiers la relégation en fin de saison. Il ne reste pas et s'engage avec un autre club de première division la saison suivante.

### Campomaiorense
Après Varzim, c'est au sud que Quim Machado s'engage en faveur du SC Campomaiorense. À Campo Maior, il fait une belle saison en étant titulaire tout au long de la saison. Défenseur important dans l'effectif il  atteint la finale de Coupe du Portugal avant de s'incliner face au SC Beira-Mar. Quim ne reste qu'une saison, après trente deux matches disputés.

### Maia
Quim Machado quitte l'élite du football portugais pour retrouver la deuxième division, où il avait joué plus tôt avec le FC Tirsense. Quim ne joue pas énormément cette saison mais joue tout de même onze rencontres de championnat, cependant pendant le mercato il va voir ailleurs et s'engage avec le Desportivo Aves.

### Desportivo Aves
Il joue seulement une moitié de championnat avec son nouveau club. Il y joue sept rencontres de championnat avec le Desportivo Aves et obtient la montée en obtenant la troisième place signe de promotion, la saison suivante. Malgré cela il ne reste pas et décide de revenir au club de ses débuts, le FC Tirsense.

### Retour au Tirsense
Après une longue carrière riche en première division, lors de la saison 2000-2001 il revient fidèle au club. Il ne restera qu'une saison avec le FC Tirsense qui joue alors la quatrième division, en finissant à la dixième place. L'année suivante il tente une aventure à l'étranger, et se dirige au Luxembourg pour finir sa carrière.

### F91 Dudelange
Quim tente sa chance au Luxembourg dans le club du F91 Dudelange. Il retrouve la scène européenne de nouveau. Avec Dudelange il s'engage dans le premier tour des qualifications de la Ligue des champions : malgré une victoire un but à zéro, le club luxembourgeois s'incline 6-2 au total des deux rencontres face au Skonto Riga. La saison défile, et il dispute les play-offs du championnat durant la saison. C'est un succès au sein de ses vingt-deux rencontres pour quatre buts, son équipe est championne du Luxembourg, avant de s'incliner en finale de la coupe nationale. Il y reste une seconde saison, qui sera aussi sa dernière pour lui, cette fois-ci, avant de retrouver la C1 de nouveau, il joue vingt-six rencontres en marquant quatre buts pour le club luxembourgeois. Mais cette fois-ci il ne remportera pas le championnat, ou il échoue à la deuxième place. Il met un terme à sa carrière de footballeur en laissant derrière lui quarante-huit matches pour huit buts avec le F91 Dudelange durant ses deux saisons.

### Statistiques en joueur
| Saison                | Club                  | Championnat           | Championnat | Championnat | Coupe(s) nationale(s) | Coupe(s) nationale(s) | Compétition(s) continentale(s) | Compétition(s) continentale(s) | Compétition(s) continentale(s) | Total | Total |
| Saison                | Club                  | Division              | M.          | B.          | M.                    | B.                    | Comp.                          | M.                             | B.                             | M.    | B.    |
| 1987-1988             | FC Tirsense           | 2                     | -           | -           | -                     | -                     | -                              | -                              | -                              | 0     | 0     |
| 1988-1989             | FC Tirsense           | 2                     | 25          | 0           | -                     | -                     | -                              | -                              | -                              | 25    | 0     |
| Sous-total            | Sous-total            | Sous-total            | -           | -           | -                     | -                     | -                              | -                              | -                              | 0     | 0     |
| 1989-1990             | Sporting Braga        | 1                     | 34          | 0           | -                     | -                     | -                              | -                              | -                              | 34    | 0     |
| 1990-1991             | Sporting Braga        | 1                     | 24          | 0           | -                     | -                     | -                              | -                              | -                              | 24    | 0     |
| Sous-total            | Sous-total            | Sous-total            | 58          | 0           | -                     | -                     | -                              | -                              | -                              | 58    | 0     |
| 1991-1992             | Vitória Guimarães     | 1                     | 15          | 1           | -                     | -                     | -                              | -                              | -                              | 15    | 1     |
| 1992-1993             | Vitória Guimarães     | 1                     | 31          | 1           | -                     | -                     | C3                             | 4                              | 0                              | 35    | 1     |
| Sous-total            | Sous-total            | Sous-total            | 46          | 2           | -                     | -                     | -                              | 4                              | 0                              | 50    | 2     |
| 1993-1994             | Estrela da Amadora    | 1                     | 14          | 0           | -                     | -                     | -                              | -                              | -                              | 14    | 0     |
| 1994-1995             | Estrela da Amadora    | 1                     | 18          | 0           | -                     | -                     | -                              | -                              | -                              | 18    | 0     |
| Sous-total            | Sous-total            | Sous-total            | 32          | 0           | -                     | -                     | -                              | -                              | -                              | 32    | 0     |
| 1995-1996             | Desportivo Chaves     | 1                     | 31          | 0           | -                     | -                     | -                              | -                              | -                              | 31    | 0     |
| 1996-1997             | Desportivo Chaves     | 1                     | 25          | 0           | -                     | -                     | -                              | -                              | -                              | 25    | 0     |
| Sous-total            | Sous-total            | Sous-total            | 56          | 0           | -                     | -                     | -                              | -                              | -                              | 56    | 0     |
| 1997-1998             | Varzim SC             | 1                     | 31          | 0           | -                     | -                     | -                              | -                              | -                              | 31    | 0     |
| Sous-total            | Sous-total            | Sous-total            | 31          | 0           | -                     | -                     | -                              | -                              | -                              | 31    | 0     |
| 1998-1999             | SC Campomaiorense     | 1                     | 32          | 0           | -                     | -                     | -                              | -                              | -                              | 32    | 0     |
| Sous-total            | Sous-total            | Sous-total            | 32          | 0           | -                     | -                     | -                              | -                              | -                              | 32    | 0     |
| 1999-2000             | FC Maia               | 2                     | 11          | 0           | -                     | -                     | -                              | -                              | -                              | 11    | 0     |
| Sous-total            | Sous-total            | Sous-total            | 11          | 0           | -                     | -                     | -                              | -                              | -                              | 11    | 0     |
| 1999-2000             | Desportivo Aves       | 2                     | 7           | 0           | -                     | -                     | -                              | -                              | -                              | 7     | 0     |
| Sous-total            | Sous-total            | Sous-total            | 7           | 0           | -                     | -                     | -                              | -                              | -                              | 7     | 0     |
| 2000-2001             | FC Tirsense           | 4                     | -           | -           | -                     | -                     | -                              | -                              | -                              | 0     | 0     |
| Sous-total            | Sous-total            | Sous-total            | -           | -           | -                     | -                     | -                              | -                              | -                              | 0     | 0     |
| 2001-2002             | F91 Dudelange         | 1                     | 22          | 4           | -                     | -                     | C1                             | 2                              | 0                              | 24    | 4     |
| 2002-2003             | F91 Dudelange         | 1                     | 26          | 4           | -                     | -                     | C1                             | -                              | 0                              | 26    | 4     |
| Sous-total            | Sous-total            | Sous-total            | 48          | 8           | -                     | -                     | -                              | -                              | 0                              | 48    | 8     |
| Total sur la carrière | Total sur la carrière | Total sur la carrière | 346         | 10          | -                     | -                     | -                              | 6                              | 0                              | 352   | 10    |

## Carrière d'entraîneur

### AD Oliveirense
Sa carrière à peine terminée, Quim se reconvertit en entraîneur. Il débute avec l'AD Oliveirense qui évolue en quatrième division en série B. Il enfile les gants pour la première fois dans sa carrière durant un match de Coupe du Portugal, ou il effectue le premier tour avec son équipe. Il hérite du GD Joane autre club de division 4, mais parvient à s'imposer pour son premier match par trois buts à deux, le 7 juillet 2003. La suite vient et il fait ses grands débuts en championnat en commençant sur une défaite face au GD Torre Moncorvo. Quim s'incline par la suite au deuxième tour en coupe nationale avant de se classer à la onzième place avec son club en fin de saison, signe de maintien.
Sa deuxième saison se déroule mieux, dominant une large partie du championnat en tête du classement, et réalisant aussi une grande campagne en Coupe du Portugal en éliminant de nombreux clubs de quatrième division sur leur chemin, avant de s'incliner contre le Benfica Lisbonne au 5e tour. La fin du championnat est plus délicate pour Quim, durant les deux dernières rencontres le club de Oliveirense ne parvient pas à faire mieux que match nul, ainsi il perd la première et la deuxième place, aux dépens du GDRC Os Sandinenses et du GDU Torcatense, et le AD Oliveirense ne montera pas.
Pour sa troisième saison consécutive, la montée est ratée car le club du AD Oliveirense ne parviendra pas à se détacher de la septième place, qui pour une saison de plus restera en quatrième division. Quim Machado part une division plus haut dans le FC Tirsense qui l'a éliminé  en Coupe du Portugal.

### Tirsense
À la tête du FC Tirsense, en coupe nationale, il ne va pas plus loin du deuxième tour cependant, il réalise un très bon championnat. De la 10e à la 19e journée, il enchaîne les victoires et logiquement se retrouve à la première place du championnat en quatrième division, mais finalement Quim échoue à la deuxième place avec le même nombre de points. Cependant il accède à la promotion avec le FC Tirsense.
Le promu n'est pas ridicule et trouve vite ses marques dans le championnat. Au contraire de la coupe nationale, où l'effectif échoue au troisième tour, il se fait remarquer en série A de troisième division. À la lutte depuis un moment à la première place après des victoires comme notamment contre le Desportivo Chaves, l'équipe peine et perd sur le terrain du CD Portosantense. Tirsense obtient la deuxième place mais échoue en play-off.
Pour sa troisième saison au club, Quim réalise un bon championnat mais la phase finale arrive, et le FC Tirsense peine à nouveau à surpasser ces adversaires qui prennent le dessus comme une nouvelle fois le Desportivo Chaves ou encore le Moreirense FC. Cependant, il obtient la troisième place à la fin du championnat.
Quatrième saison, le championnat se reforme (comme avant) en trois groupes. Une zone nord, une zone centre et une zone sud. Pour cette saison, le club de Quim Machado se retrouve dans la zone nord. Les joueurs de Machado débutent médiocrement le championnat. Partagé avec la Coupe du Portugal, ou l'équipe parvient à arracher le quatrième tour, mais perd de peu, face à la redoutable équipe du FC Paços de Ferreira aux tirs au but. Cependant la suite du championnat se déroule mieux, atteint la seconde place loin du Moreirense FC déjà promis à la phase finale. Le groupe de Machado ne peut rêver mieux finir qu'une seconde place signe de maintien dans la même division la saison suivante. Cependant Quim ne reste pas, et monte en grade petit à petit en signant pour le CD Feirense.

### Feirense
En 2010 Quim Machado fait ses grands débuts en deuxième division, après que son prédécesseur Carlos Garcia a raté l'accession en première division en terminant à la troisième place. Le Feirense, qui commence la saison en enchaînant beaucoup de matchs nuls, aligne ensuite une belle série de victoires entre 22e et la 26e journée de championnat. La fin du championnat est d'autant plus palpitante et indécise car trois équipes luttent pour la montée : le Gil Vicente FC, le CD Feirense et le CD Trofense. À l'avant-dernière journée le Feirense est leader, cependant il ne peut faire mieux qu'un match nul pour son dernier match face au Leixões SC. Le Gil Vicente FC devance finalement Feirense grâce à une meilleure différence de buts, le CD Trofense échouant à la troisième place à seulement un point des deux premiers.
Ainsi pour sa seconde saison, le CD Feirense retrouve la première division vingt-deux ans après sa dernière participation. Quim Machado, pour qui le maintien est le mot d'ordre tout au long de la saison, aura fort à faire pour sauver son club. Vite éliminé en coupe nationale et en coupe de la ligue, le championnat reste la grande priorité du club de Santa Maria da Feira. Après une première moitié de saison passée en milieu de tableau, la suite est plus délicate car les défaites s'enchaînent pour le Feirense qui ne prend que 3 points de la 14e à la 25e journée.
Le 1er avril 2012 se tient un match très important pour le maintien, mais bien que l'équipe joue à onze contre dix, elle s'incline quand même face au SC Beira-Mar (1-3). À la suite de ce match Quim Machado annonce aux joueurs qu'il va proposer sa démission. Celle-ci est acceptée par le président,.
Pour la saison 2012-2013, à la suite du départ de Paulo Fonseca en faveur du FC Paços de Ferreira, il est pressenti comme entraîneur du Desportivo das Aves.

### Statistiques en entraîneur
| Saison    | Club                  | Championnat | Championnat | Championnat | Championnat | Championnat | Championnat | Coupe(s) nationale(s) | Coupe(s) nationale(s) | Coupe(s) nationale(s) | Coupe(s) nationale(s) | Coupe de la Ligue | Coupe de la Ligue | Coupe de la Ligue | Coupe de la Ligue |
| Saison    | Club                  | Division    | Place       | M           | V           | N           | D           | M                     | V                     | N                     | D                     | M                 | V                 | N                 | D                 |
| --------- | --------------------- | ----------- | ----------- | ----------- | ----------- | ----------- | ----------- | --------------------- | --------------------- | --------------------- | --------------------- | ----------------- | ----------------- | ----------------- | ----------------- |
| 2003-2004 | AD Oliveirense        | 4           | 11e         | 34          | 15          | 3           | 16          | 2                     | 1                     | 0                     | 1                     | -                 | -                 | -                 | -                 |
| 2004-2005 | AD Oliveirense        | 4           | 3e          | 34          | 17          | 11          | 6           | 5                     | 3                     | 1                     | 1                     | -                 | -                 | -                 | -                 |
| 2005-2006 | AD Oliveirense        | 4           | 7e          | 34          | 14          | 9           | 11          | 1                     | 0                     | 0                     | 1                     | -                 | -                 | -                 | -                 |
|           | Sous-total            | -           | -           | 102         | 46          | 23          | 33          | 8                     | 4                     | 1                     | 3                     | -                 | -                 | -                 | -                 |
| 2006-2007 | FC Tirsense           | 4           | 2e          | 30          | 18          | 7           | 5           | 2                     | 1                     | 0                     | 1                     | -                 | -                 | -                 | -                 |
| 2007-2008 | FC Tirsense           | 3           | 4e          | 36          | 18          | 8           | 10          | 2                     | 0                     | 2                     | 0                     | -                 | -                 | -                 | -                 |
| 2008-2009 | FC Tirsense           | 3           | 3e          | 32          | 14          | 12          | 6           | 2                     | 1                     | 0                     | 1                     | -                 | -                 | -                 | -                 |
| 2009-2010 | FC Tirsense           | 3           | 2e          | 28          | 15          | 7           | 6           | 3                     | 2                     | 1                     | 0                     | -                 | -                 | -                 | -                 |
|           | Sous-total            | -           | -           | 126         | 65          | 34          | 27          | 9                     | 4                     | 3                     | 2                     | -                 | -                 | -                 | -                 |
| 2010-2011 | CD Feirense           | 2           | 2e          | 30          | 17          | 4           | 9           | 3                     | 2                     | 0                     | 1                     | 3                 | 0                 | 2                 | 1                 |
| 2011-2012 | CD Feirense           | 1           | –           | 25          | 3           | 8           | 14          | 1                     | 0                     | 0                     | 1                     | 2                 | 1                 | 0                 | 1                 |
|           | Sous-total            | -           | -           | 55          | 20          | 12          | 23          | 4                     | 2                     | 0                     | 2                     | 5                 | 1                 | 2                 | 2                 |
|           | Total sur la carrière | -           | -           | 283         | 131         | 69          | 83          | 21                    | 10                    | 4                     | 7                     | 5                 | 1                 | 2                 | 2                 |

## Palmarès

### Joueur
| SC Campomaiorense - Coupe du Portugal (0) : - Finaliste : 1998-99 |  | F91 Dudelange - Championnat du Luxembourg (1) : - Vainqueur : 2001-02 - Vice-champion : 2002-03 - Coupe du Luxembourg (0) : - Finaliste : 2001-02 |

### Entraîneur
Néant